# Амбар у Мартинцима
Амбар у Мартинцима је грађевина која је саграђена 1909. године. С обзиром да представља значајну историјску грађевину, проглашена је непокретним културним добром Републике Србије. Налази се у Мартинцима, под заштитом је Завода за заштиту споменика културе Сремска Митровица.

## Историја
Амбар у Мартинцима је саграђен 1909. године, градили су га мајстори Лука и Марко и њихов потпис се налази у унутрашњости амбара. Амбар је сачињен од храстових дасака, карактерише га троугласти забат који је декоративан, у њему се налазе геометријски и флорални мотиви. Садржи двосливни кров покривен бибер црепом и малу надстрешницу дуж предње стране амбара. Амбар и котобања чине једну целину и представници су традиционалне архитектуре Срема. Налазе се на цигленој подзиди и на тај начин су заштићени од штеточина. Амбар је издељен на окна у која се сипају различите врсте житарица, смештен је у дворишту наспрам куће. У централни регистар је уписан 27. децембра 1999. под бројем СК 1561, а у регистар Завода за заштиту споменика културе Сремска Митровица 6. децембра 1999. под бројем СК 125.